# 홍성 지석묘
홍성 지석묘(洪城 支石墓)는 충청남도 홍성군 구항면 태봉리에 있는 청동기시대의 고인돌이다. 1982년 8월 3일 충청남도의 기념물 제28호로 지정되었다.

## 개요
지석묘는 청동기시대의 대표적인 무덤으로 고인돌이라고도 부르며, 주로 경제력이 있거나 정치권력을 가진 지배층의 무덤으로 알려져 있다.
우리나라의 고인돌은 4개의 받침을 세워 돌방을 만들고 그 위에 거대하고 평평한 덮개돌을 올려놓은 탁자식과, 땅 속에 돌방을 만들고 작은 받침돌을 세운 뒤 그 위에 덮개돌을 올린 바둑판식으로 구분된다.
홍성군 구항면·은하면에 분포하고 있는 이 고인돌은 탁자식으로 모두 4기이다. 구항면 태봉리에 있는 고인돌은 4개의 받침돌 중 1개가 빠져 나간 상태이고, 나머지 3개는 약간 무너졌으나 비교적 양호한 편이다. 그 위에 올려 놓은 덮개돌은 길이 3.8m, 너비 3m이다. 이 고인돌로부터 약 7∼8m의 거리 남쪽에 또 하나의 넓고 큰 바위가 있었는데 10여년 전에 깨뜨려 없앴으며, 당시 돌도끼 1개가 출토되었다고 한다. 그 외 구항면 금국리 1기, 은하면 학산리에 2기의 고인돌이 있다.

## 참고 자료
- 홍성 지석묘 - 국가유산청 국가유산포털